# جيم بلات
جيم بلات (بالإنجليزية: Jim Platt)‏ (26 يناير 1952 في المملكة المتحدة - ) هو مدرب كرة قدم ولاعب كرة قدم بريطاني في مركز حراسة المرمى، شارك في كأس العالم 1982 وكأس العالم 1986. وشارك مع منتخب أيرلندا الشمالية لكرة القدم. أما مع النوادي، فقد لعب مع كارديف سيتي ونادي كوليرين ونادي ميدلزبره ونادي هارتلبول يونايتد ونادي بيليمينا يونايتد.

## مسيرته الكروية
لعب جيم بلات خلال مسيرته الاحترافية مع 5 أندية في تسعة عشر موسمًا ولم يسجل خلالها أي هدف ضمن 418 مباراة. حيث فاز في موسم واحد بالكأس ولم يفز بأي دوري.
خاض جيم بلات مسيرته مع نادي ميدلزبره في موسم 1970–71 في المرة الأولى ليلعب معه تسعة مواسم ثم في موسم 1979–80 ليلعب معه أربعة مواسم، مشاركًا طوالها في 401 مباراة ولم يسجل أي هدف. ثم انتقل إلى نادي كارديف سيتي في موسم 1978–79 لمدة موسم واحد، حيث شارك في 4 مباريات ولم يسجل أي هدف أيضًا. لينتقل بعدها إلى نادي بيليمينا يونايتد في موسم 1983–84 ولمدة موسمين، لم يشارك في أي مباراة ولم يسجل أي هدف أيضًا. ثم انتقل إلى نادي كوليرين في موسم 1985–86 ولمدة موسمين، لم يشارك في أي مباراة ولم يسجل أي هدف أيضًا.

## وصلات خارجية
- جيم بلات على موقع قاعدة بيانات كرة القدم.إي يو (الإنجليزية)
- جيم بلات على موقع ناشيونال فوتبول تيمز (الإنجليزية)
- جيم بلات على موقع Soccerbase.com (لاعب) (الإنجليزية)
- جيم بلات على موقع Soccerbase.com (مدرب) (الإنجليزية)
- جيم بلات على موقع عالم كرة القدم.نت (الإنجليزية)